# Léon Boutroux
Pour les articles homonymes, voir Boutroux.
Léon Boutroux est un chimiste français né le 16 avril 1851 à Montrouge et mort le 24 avril 1921 à Besançon
.

## Biographie
Léon Boutroux, arrière-petit-fils du conventionnel Claude Romain Lauze de Perret, est le frère du philosophe Émile Boutroux, membre de l'Académie française, le père du professeur de médecine Louis Boutroux et l'oncle du mathématicien Pierre Boutroux. 
Il s'engage dans la Garde nationale mobilisée de la Seine en 1870 au 12ème bataillon de guerre et participe aux combats de St Cloud - Montretout les 18, 19 et 20 janvier 1871. Après des études scientifiques à l'École normale supérieure de la rue d'Ulm à Paris en 1873, il obtient l'agrégation de physique et passe en 1880 une thèse de doctorat dans le laboratoire de Louis Pasteur, intitulée Sur une fermentation nouvelle du glucose, en présence du savant. 
Il est aide-préparateur puis agrégé-préparateur au laboratoire de Louis Pasteur de 1876 à 1880. Il est ensuite maître de conférences à l'Université de Caen. En 1884, il est chargé de cours de chimie à l'Université de Besançon puis titulaire de la chaire de chimie, en 1885. Il devient doyen de la faculté des sciences de Besançon en 1894. 
Ses travaux, dans la lignée de ceux de Pasteur, portent sur les bactéries et la fermentation. Son livre, intitulé Le pain et la panification, chimie et technologie de la boulangerie et de la meunerie, qui suit la problématique de la fermentation panaire, est publié en 1897. Il fait l'éloge de l'œuvre de Pasteur le 6 février 1896, après le décès du savant. 
Léon Boutroux est ensuite vice-président du conseil départemental de l'hygiène du Doubs, inspecteur des pharmacies du Doubs, membre du conseil académique de Besançon, président de l'académie de Besançon, officier de l'Instruction publique et chevalier de la Légion d'Honneur. 
Il meurt le 24 avril 1921 à Besançon.

## Publications
- Sur une fermentation nouvelle du glucose, thèse de doctorat ès sciences physiques, 68 pages, Paris, Gauthier-Villars, 1880.
- Sur l'habitat et la conservation des levures spontanées, 15 pages, extrait du "Bulletin de la Société linnéenne de Normandie", Caen, Leblanc-Hardel, 1881.
- Sur la fermentation panaire, discours de réception à l'académie, 16 pages, extrait du "Bulletin de l'Académie de Besançon", Besançon, Jacquin, 1891.
- Pasteur, discours lu à l'Académie des sciences, belles-lettres et arts de Besançon dans la séance publique du 6 février 1896, 20 pages, Besançon, Jacquin, 1896.
- Le pain et la panification, chimie et technologie de la boulangerie et de la meunerie, 358 pages, Paris, Baillière et fils, 1897. Gallica
- Sur les progrès accomplis depuis Pasteur dans la science qu'il a fondée, 22 pages, extrait des "Mémoires de l'Académie de Besançon", Besançon, Jacquin, 1903.
- Sur l'air liquide, 16 pages, extrait des "Mémoires de l'Académie de Besançon", Besançon, Jacquin , 1903.
- Sur la nature et le rôle du système musical traditionnel, 45 pages, extrait de La Revue musicale, Poitiers, Société française d'imprimerie, 1910.